# 박후성
박후성(朴厚性, 1922년 ~ 2001년?)은 대한민국의 국악인이다. 광주 출신으로 어려서 이동백·정정렬에게 판소리를 배우고 광복 직후 국극협회에서 <고구려의 혼>에 출연한 이래 국극협단·국악사·화랑국악단 등의 창극단체의 단장을 지내며 창극 활동을 해왔다.
<추풍감별곡> <예도성(濊都城)의 삼경(三更)> <운곡사(雲谷寺)의 비화(秘話)> <쌍무덤> 등을 제작, 출연했다. 1962년 이후 국립창극단원으로 있으면서 <춘향전> <흥보전> <배비장전> 등의 주연을 맡아서 그의 연기력을 발휘했다. 한편 각본을 저작하여 <금방울 은방울> <세공주> <상사일념> 등을 내기도 했다.